# Luis Candendo Pérez
Luis Candendo Pérez (Las Cortes, 1936 - Anzuola, 1978) fue un político español víctima del terrorismo de ETA.

## Biografía
Luis Candendo Pérez fue un militante del partido político UCD, nacido en Orense en 1935 y residente en Vergara, Guipúzcoa; que fue asesinado por ETA el 9 de noviembre de 1978 en la localidad de Anzuola. Estaba casado y era padre de tres hijos.

### Asesinato
Luis Candendo fue asesinado cuando se dirigía a su vivienda, ya que su esposa solía bajar de la misma para entregarle el almuerzo. El asesinato ocurrió mientras le entregaba el bocadillo cuando un terrorista comenzó a disparar en la parte derecha del parabrisas. En ese mismo instante Luis Candendo intentó huir y su esposa se refugió en el portal de la vivienda. Al intentar abrir la puerta del vehículo, un segundo individuo disparó a bocajarro contra él. Ambos individuos se dieron inmediatamente a la fuga. Ocho de los disparos alcanzaron el cuerpo de Luis Candendo. También se averiguó que el vehículo utilizado para cometer el atentado fue un Simca 120, color salmón. El coche fue robado a punta de pistola cerca del campo de fútbol de la misma localidad en la que tuvo lugar el atentado, y posteriormente fue encontrado en Vergara. Al propietario del automóvil le dijeron que no avisara a la policía hasta las 22:00 horas.
El atentado contra la persona de Luis Candendo fue el primero dirigido a un militante de UCD. Posteriormente, otros militantes de la misma formación serían asesinados, secuestrados o resultarían heridos por atentados de ETA .
ETA militar reivindicó este asesinato dos días después mediante un comunicado. En dicho comunicado la banda terrorista acusa a Luis de ser un «confidente y colaborador de las fuerzas represivas en el País Vasco».
No consta la existencia de condena alguna por este atentado. Según la Secretaría de Paz y Convivencia del Gobierno Vasco, la situación procesal del atentado es de sobreseimiento provisional. (p.p. 33)